# Gaładuś
Der Gaładuś (litauisch: Galadusys) ist ein See auf dem Gebiet der polnischen Landgemeinde Sejny (lit. Seinai) im Powiat Sejneński in der Woiwodschaft Podlachien. Der nördliche Teil des Sees verläuft in nordnordwestlicher Richtung entlang der Grenze zu Litauen. Etwa ein Viertel der Fläche (1,7 km²) liegt im litauischen Amt Lazdijai Land (polnisch Łoździeje) im Bezirk Alytus.
Der Rinnensee ist ca. 7,3 km² groß, 10,6 km lang und 1,5 km breit. Er ist bis zu 54,8 m tief und gehört damit zu den 20 tiefsten Seen Polens. Der Gaładuś ist der zweitgrößte See der Region Suwałki und gehört zur Pojezierze Wschodniosuwalskie (Sudauen-Seenplatte).
Der See gehört zum Flusssystem der Memel (lit. Nemunas, poln. Niemen).
Am nördlichen Ende gibt es einen Grenzübergang zwischen Polen und Litauen. Er eignet sich sehr gut für Radfahrer.

## Literatur

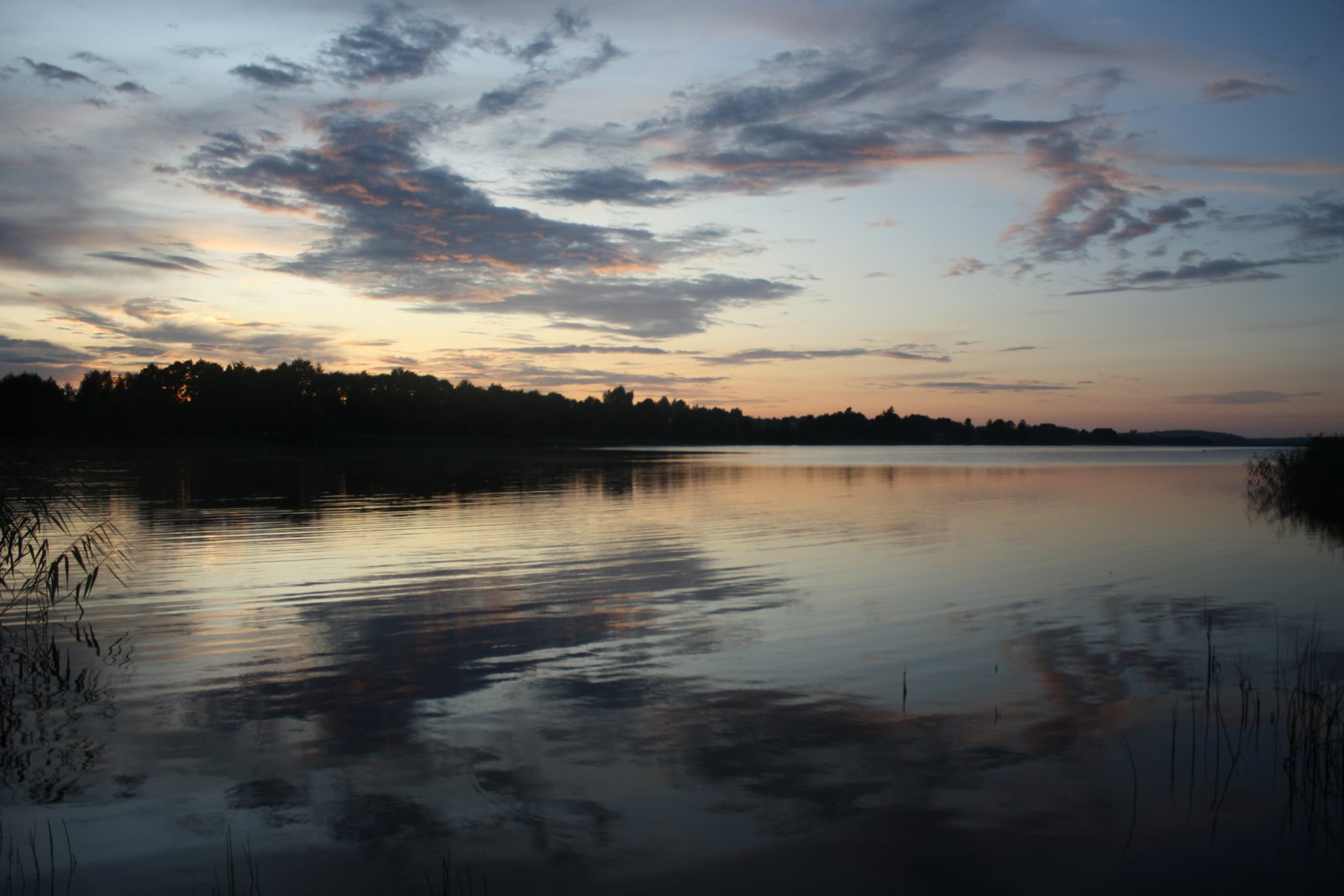
Gaładuś (Galadusys)